# Middle Earth
Pour Middle-earth, voir Terre du Milieu.
Albums de Bob Catley
Legends When Empires Burn
Middle Earth est le troisième album studio solo de Bob Catley, sorti le 26 mars 2001. Il est fortement inspiré par l'œuvre de J. R. R. Tolkien.